# بیت (دهانه)
بیت یک دهانه برخوردی در کره ماه‌ است.

## ویژگی ها
بیت یک دهانه کوچک در ماه به شکل کاسه است که در بخش جنوبی مادیان فکوندیتاتیس قرار دارد. این سازه دایره ای با لبه های تیز است که به طور قابل توجهی ساییده نشده است. دیوارهای داخلی به یک طبقه داخلی نسبتاً کوچک شیب دارند. آلبیدوی دیوارهای داخلی عریض بالاتر از مادیان قمری اطراف است و رنگ روشنی به آن می بخشد. در جنوب شرقی دهانه ورتسلی قرار دارد.

## دهانه‌های اقماری
این دهانه ۶ دهانه اقماری دارد.
| Biot | عرض جغرافیایی | طول جغرافیایی | قطر          |
| ---- | ------------- | ------------- | ------------ |
| A    | ۲۲.۲° S       | ۴۸.۹° E       | ۱۵.۰ کیلومتر |
| C    | ۲۲.۰° S       | ۵۱.۱° E       | ۸.۰ کیلومتر  |
| B    | ۲۰.۴° S       | ۴۹.۶° E       | ۲۸.۰ کیلومتر |
| E    | ۲۴.۶° S       | ۵۰.۹° E       | ۸.۰ کیلومتر  |
| D    | ۲۴.۳° S       | ۵۰.۳° E       | ۹.۰ کیلومتر  |
| T    | ۲۱.۴° S       | ۴۹.۹° E       | ۵.۰ کیلومتر  |